# Óis do Bairro
Óis do Bairro ist ein Ort und eine ehemalige Gemeinde in der Mittelregion von Portugal.

## Geschichte
Funde belegen hier eine Römische Siedlung, insbesondere an der archäologische Ausgrabungsstätte Costa da Eira.
Die heutige Ortschaft entstand vermutlich weit nach der Reconquista. König D. Manuel gab dem Ort 1514 Stadtrechte und machte ihn zum Sitz eines Kreises.
Im Zuge der Verwaltungsreformen nach der Liberalen Revolution 1822 wurde der Kreis 1836 aufgelöst und dem Kreis São Lourenço do Bairro angegliedert. Seit dessen Auflösung 1853 ist Óis do Bairro eine Gemeinde im Kreis von Anadia.

## Verwaltung
Óis do Bairro war eine Gemeinde (Freguesia) im Kreis (Concelho) von Anadia, im Distrikt Aveiro. Die Gemeinde hatte 491 Einwohner (Stand 30. Juni 2011).
Im Zuge der kommunalen Neuordnung am 29. September 2013 wurden die Gemeinden Óis do Bairro, Tamengos und Aguim zur neuen Gemeinde União das Freguesias de Tamengos, Aguim e Óis do Bairro zusammengefasst.